# Neoapterocis mexicanus
Neoapterocis mexicanus es una especie de coleóptero de la familia Ciidae.

## Distribución geográfica
Habita en  México.